# Élections municipales de 2017 à Los Angeles
Les élections municipales de 2017 à Los Angeles se sont tenues le 7 mars 2017 afin d'élire le maire. Le maire sortant,  Eric Garcetti est largement réélu avec plus de 81 % des voix. 